# Solenomelus
Solenomelus Miers – rodzaj wieloletnich roślin należący do rodziny kosaćcowatych (Iridaceae Juss.). Obejmuje 2 gatunki, występujące naturalnie w Ameryce Południowej, w Chile i Argentynie. Nie oznaczono gatunku typowego.

## Systematyka
Pozycja systematyczna według Angiosperm Phylogeny Website (aktualizowany system APG III z 2009)
Jeden z rodzajów plemienia Tigridieae i podrodziny Iridoideae w obrębie kosaćcowatych (Iridaceae) należących do rzędu szparagowców (Asparagales) w obrębie jednoliściennych. 
Wykaz gatunków
- Solenomelus pedunculatus (Gillies ex Hook.) Hochr.
- Solenomelus segethi (Phil.) Kuntze